# 凯迈奈什卡波尔瑙
凯迈奈什卡波尔瑙，是匈牙利沃什州所辖的一个村，总面积4.97平方公里，总人口87，人口密度17.5人/平方公里（2010年1月1日）。